# Andenoniscus silvaticus
Andenoniscus silvaticus is een pissebed uit de familie Philosciidae. De wetenschappelijke naam van de soort is voor het eerst geldig gepubliceerd in 1941 door Verhoeff.